# Ciudad del Sol
Ciudad del Sol es una película argentina dramática de 2003 dirigida por Carlos Galettini, escrita por Luisa Irene Ickowicz y protagonizada por Darío Grandinetti, Nicolás Cabré y Jazmín Stuart. Fue estrenada el 23 de octubre de 2003.

## Sinopsis
Manuela es una estudiante de 23 años que, ante el sorpresivo suicidio de su madre, decide desentrañar el misterio que la llevó a tomar tal decisión.

## Reparto
- Jazmín Stuart
- Nicolás Cabré
- Darío Grandinetti
- Luis Luque
- Lucas Ferraro
- Patricio Contreras
- Leonor Manso
- María Leal
- Patricia Palmer